# Caricatura

Darwin caricaturizado en el 1876 por John Tenniel.

Una caricatura  (del italiano caricare: cargar, exagerar) es  un retrato que exagera o distorsiona la apariencia física de una o varias personas. Es en ocasiones un retrato de la sociedad reconocible, para crear un parecido fácilmente identificable y, generalmente, humorístico. También puede tratarse de alegorías. Su técnica usual se basa en recoger los rasgos más marcados de una persona (labios, cejas, etc.) y exagerarlos o simplemente para causar comicidad o para representar un defecto moral a través de la deformación de estos, en tal caso es una forma de humor gráfico.
La caricatura también se usa abundantemente en la historieta, pero sin limitarse a un género concreto, pudiendo aparecer en hagiografías como el Buda de Osamu Tezuka o en relatos costumbristas como los de Daniel Clowes.

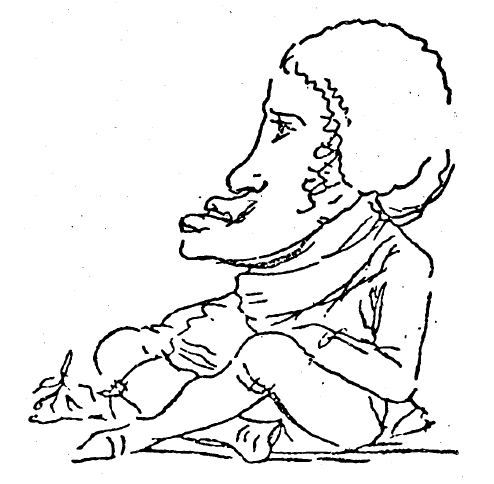
Autorretrato caricaturesco de Francisco de Goya (2 de agosto de 1794), dibujado en una de sus cartas a Martín Zapater. En él se presenta chato, como se describe a sí mismo en su epistolario.

## Característica

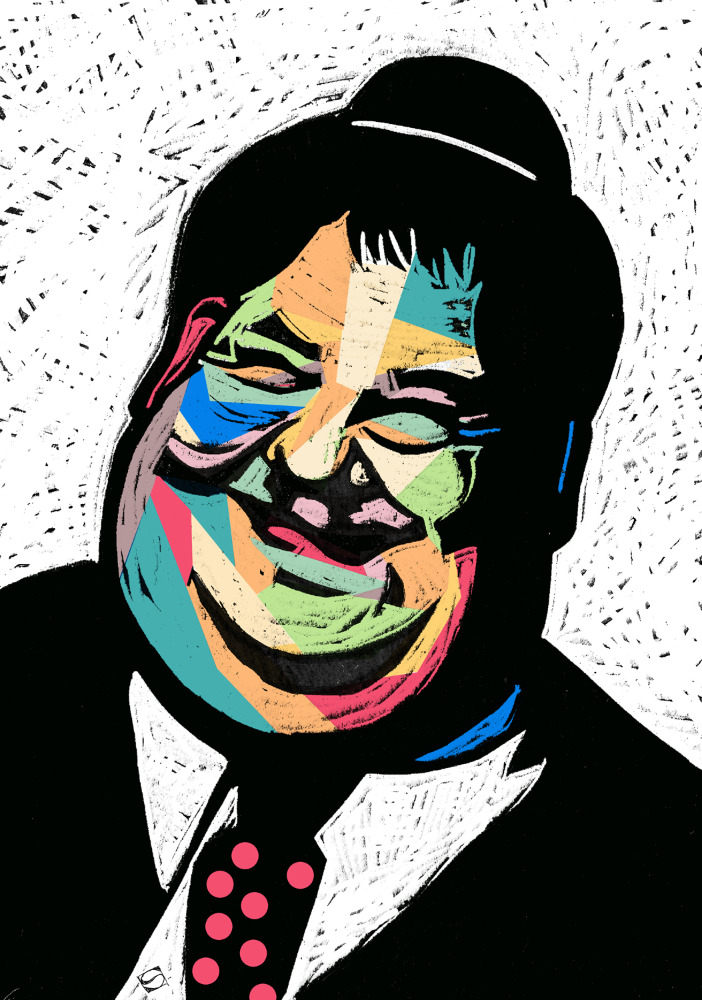
Figura arquetípica de tipo humorística eI personaje deI Gordo.

La caricatura como género artístico suele ser un retrato, u otra representación humorística que exagera los rasgos físicos o faciales, la vestimenta, o bien aspectos comportamentales o los modales característicos de un individuo, con el fin de producir un efecto grotesco. La caricatura puede ser también el medio de ridiculizar situaciones e instituciones políticas, sociales o religiosas, y los actos de grupos o clases sociales. En este caso, suele tener una intención satírica más que humorística, con el fin de alentar el cambio político o social. La forma más común de las caricaturas políticas y sociales es la viñeta. Si bien el término caricatura es extensible a las exageraciones por medio de la descripción verbal, su uso queda generalmente restringido a las representaciones gráficas.
Existen caricaturistas de muy distintas índoles, temas y estilos, ya que la caricatura, con muy pocas palabras (en algunos casos, sin palabra alguna) permite también hacer comentarios políticos en clave de humor verdaderos chistes visuales, y por ello casi todos los diarios del mundo suelen incluir una o más caricaturas en su sección de opinión, también suelen observarse caricaturas exentas en otros mass media, por ejemplo en ciertas revistas de historietas, generalmente de índole satírica.

## Historia

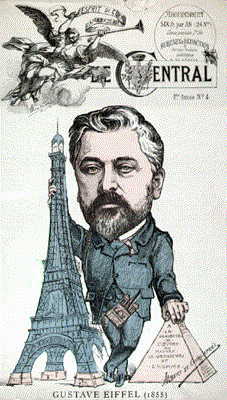
Caricatura de Gustave Eiffel.

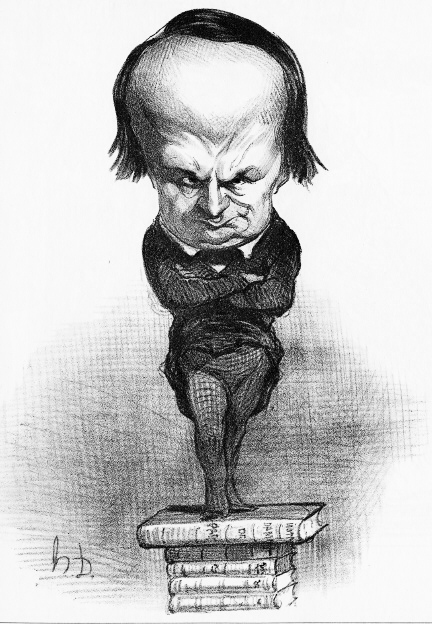
Caricatura de Victor Hugo.

La caricatura en su sentido moderno, nació en Bolonia a finales del siglo XVI, en la escuela de arte fundada por una familia de pintores, los Carracci. Los estudiantes de esta academia se divertían haciendo retratos de los visitantes bajo la apariencia de animales u objetos inanimados, esto llegó a ser compartido por Gianlorenzo Bernini. El grabador Pier Leone Ghezzi, que trabajaba en Roma, continuó esa tradición y, por un módico precio  caricaturizaba a los turistas. Lo que estos artistas italianos hacían eran retratos humorísticos para uso privado y casi nunca resultaban satíricos o maliciosos, en este sentido Giandomenico Tiepolo también incursionó en el género de la caricatura.
En España ciertos trabajos de Goya tienen visos de fuerte caricatura. A pesar de que sus principales iniciadores de la caricatura española no se mostrarían hasta hace más de un siglo. Sus decanos fueron Tomás Padró Pedret, Francisco Ortego Vereda (1833-1881) y José Luis Pellicer, el segundo fue un excelente cronista humorístico de los tipos de su época y autor de sátiras políticas en el periódico El Fisgón. Sigue la pléyade de humoristas de las publicaciones del último momento del reinado de Isabel II y de las etapas sucesivas (La Gorda, La Flaca, Gil Blas), en los que la intención política, evidente, priva sobre la entidad artística del dibujo. Ya a comienzos del siglo XX, el gran caricaturista madrileño es Ramón Cilla (1859-1937), de indudable estilo. Después se abre en la prensa española, diaria o semanal, toda una rica etapa de caricaturistas, ya que es en la primera mitad del siglo XX en la que se consolida una especie de escuela española de caricatura teniendo entre sus exponentes a Luis Bagaría, quien trabajó junto a Opisso y Junceda en la revista ¡Cu-Cut!.
En tanto género la caricatura política nace en Inglaterra; la sátira impresa evidenció las luchas entre el Papado y Lutero, e incluso Luis XIV fue víctima de tempranas caricaturas. Sin embargo, el género de caricatura política solo se estableció hasta 1770, cuando en Inglaterra se tomó como un arma de defensa contra quienes manejaban asuntos de Estado. El pintor William Hogarth entre los siglos XVII y XVIII realizó ilustraciones burlonas de crítica social, decididamente dedicados a la caricatura estuvieron George Cruikshank (siglo XVIII-XIX), James Gillray ( siglos XVIII-XIX) y su coetáneo Thomas Rowlandson, Max Beerbohm (siglo XIX), Henry Mayo Bateman y el célebre John Tenniel quien, a más de hacerse mundialmente conocido por las ilustraciones dedicadas a Alicia en el País de las Maravillas fue uno de los más destacados caricaturistas de la revista Punch.
Posiblemente el caricaturista político estadounidense más notable del siglo XIX fue Thomas Nast, creador de los símbolos de los partidos Republicano y Demócrata, el elefante y el asno, respectivamente. Durante ese siglo también destacaron Joseph Keppler, fundador (en 1826) y editor del semanario humorístico Puck, y su socio Bernhard Gillam, quienes atacaron la corrupción de los dirigentes políticos, así como a los muchos empresarios adinerados de la época, a estos se sumó el también estadounidense Garry Trudeau, en el siglo XX se destacaron David Levine, Sam Viviano y Al Hirschfeld.
Sin dudas el máximo exponente de la caricatura ha sido el francés decimonónico Honoré Daumier quien trabajó junto a Achille Devéria, Raffet y Gérard este último más conocido por su seudónimo Grandville en las revistas Le Silhoutte y Le Charivari; la maestría genial de Daumier es alcanzada también por Gustave Doré, siendo dignos de mencionar Gavarni (Guillaume Sulpice Chevalier), André Gill y sus trabajos en la revista Le Père Duchêne illustré. Tanto en Toulouse-Lautrec como en Juan Gris, que actuaron en las revistas Le Rire y L'Assiette au Beurre, respectivamente, encontramos también elementos de caricatura, mientras el crítico y escritor Jules Husson Champfleury escribía la primera Historia de la caricatura.
En la Italia de la primera mitad de siglo XX el pintor Ottone Rosai recurrió a formas caricaturescas, y cabe destacar los nombres de Umberto Tirelli, Galantara y Scalarini, así como la sátira de Mario Sironi ya entrado el siglo.
En la Austria de fines de la Belle Époque, sobresalieron los ilustradores de la revista satírica Simplicissimus.
Durante la República de Weimar en Alemania, los integrantes de la Nueva Objetividad (por ejemplo Grosz) realizaron obras pictóricas e ilustraciones de fuerte estilo caricaturesco, algo semejante realizó el pintor expresionista belga James Ensor y también en muchas de sus xilografías el grabador Frans Masereel. En la Alemania actual sobresale el hiperrealista Sebastián Kruger.
En México desde el siglo XIX descollaron valiosos caricaturistas: José Guadalupe Posada, Eduardo del Río, Constantino Escalante y los contemporáneos Miguel Covarrubias y Ángel Boligan. En los países centroamericanos, entre los más notables del siglo XX, destacan en El Salvador, Toño Salazar y en Nicaragua, Roger Sánchez con sus caricaturas de tema político y erótico.
Venezuela actualmente tiene como gran exponente a Hermann Mejía y como el más conocido Pedro León Zapata, para solo mencionar dos.
En Argentina y Uruguay desde fines de siglo XIX se han venido destacando valiosos artistas de la caricatura: José María Cao Luaces, Alberto Breccia, Landrú, Oski, Caloi, Hermenegildo Sábat, Andrés Cascioli,  Crist, Lucas y Carlos Nine, Jorge Sanzol, Daniel Paz, Rudy, Lang, Napo, Faruk, Langer, Mordillo y Quino entre muchos otros que se han destacado en la caricatura sociopolítica, mientras que Calé, Florencio Molina Campos y Lino Palacio se destacaron por sus entrañables ilustraciones caricaturescas de tipos y costumbres, siendo célebres por sus caricaturas los periódicos El Mosquito y Don Quijote (fines de siglo XIX) y las revistas Caras y Caretas (inicios de s. XX), Tía Vicenta (años 1960) y Humor Registrado (años 1980).
El Museo del Dibujo y la Ilustración de Buenos Aires posee una completa colección de originales de estos autores y publicaciones, además de una amplia cantidad de grabados de los autores europeos y norteamericanos del siglo XIX, que expone habitualmente en sus muestras temáticas.
El Día de la Caricatura es el 17 de julio y se fundó en el 2010.,[cita requerida]

## Caricatura política

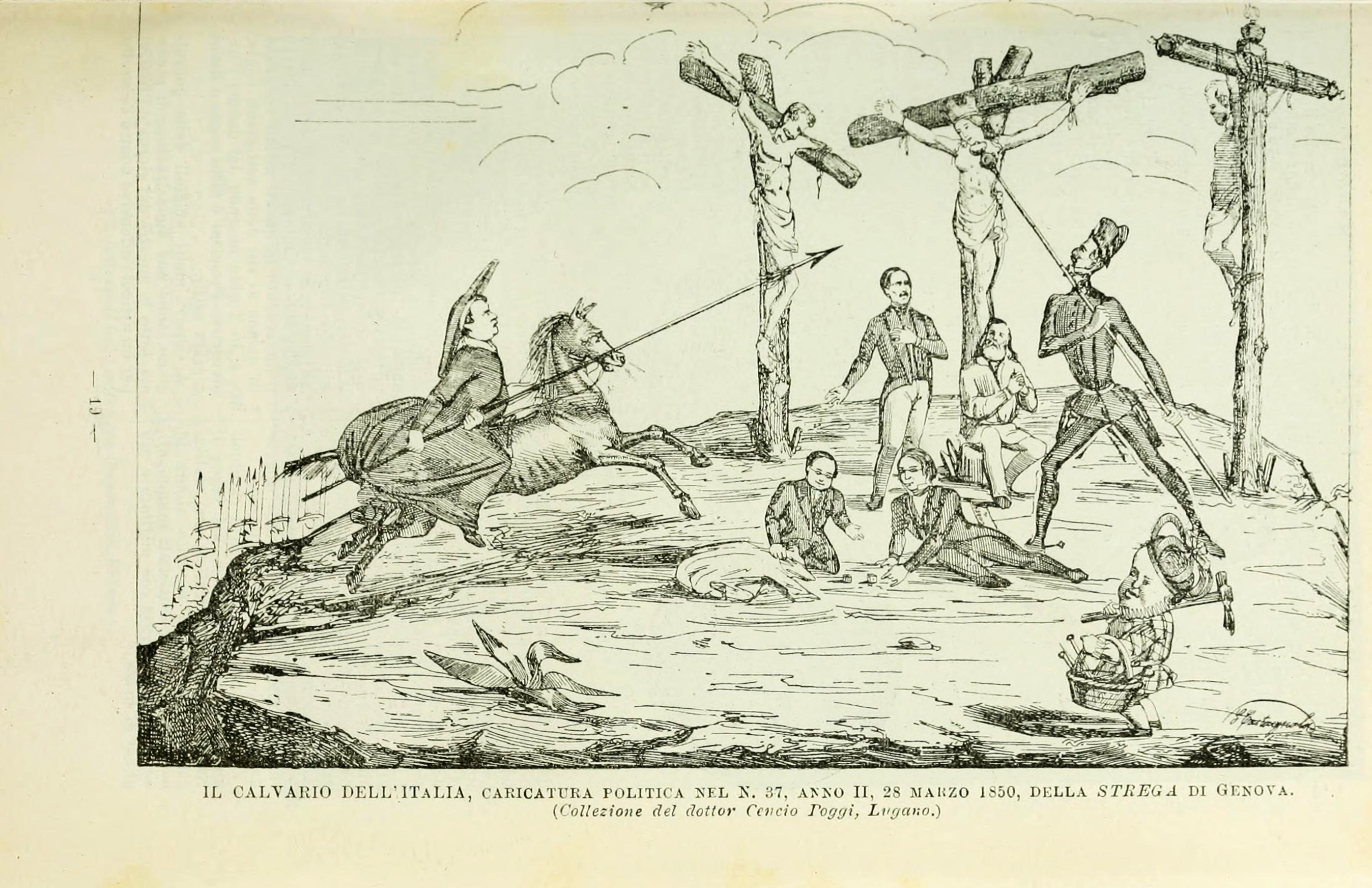
Este grabado es una caricatura política en forma de una parodia de la crucifixión de Jesús de Nazaret, firmado Gabriele Castagnola e impreso en la revista republicana y mazziniano genovés satírica La Strega el Jueves Santo de 1850. La personificación de Italia, identificado por su corona mural, toma el lugar de Jesús. Los dos ladrones son interpretados por Carlos Alberto (el rey anterior de Cerdeña, a la izquierda del espectador) y Fernando II de las Dos Sicilias. Garibaldi se encuentra a los pies de Italia; Mazzini se encuentra junto a él. Longino es retratado como Pío IX a caballo, y el soldado que ofrece la esponja empapada en vinagre es La Marmora. Francisco José, emperador de Austria, lleva un martillo y una canasta de uñas. Cavour y Rattazzi juegan a los dados para la ropa de Italia.

La caricatura política nace propiamente en Francia, tras las ilustraciones alusivas a temas controvertidos y de personajes como Napoleón III y Luis Felipe, que ponían en tela de juicio su credibilidad ante la opinión pública. Estas ilustraciones fueron impulsadas gracias a la difusión de la litografía que permitió la fundación de periódicos ilustrados en un mayor número. La caricatura política es desde entonces un sistema de lucha dirigido con virulencia contra personajes de la vida pública, con el ánimo de ridiculizarlos para resaltar sus errores. Además aporta una visión no formal a la opinión pública, permitiendo revivir el pasado gracias a la facultad del hombre de integrar elementos heterogéneos a la visión histórica y retórica.

## Caricatura literaria
En el ámbito literario también es frecuente hablar de «caricatura» y, en tal sentido «caricaturas literarias» son en cierto aspecto las obras de Cervantes, Alonso Jerónimo de Salas Barbadillo o las del chileno contemporáneo Jenaro Prieto
Ya en el siglo IV a. C. Aristóteles se preocupó de clasificar las obras literarias, según unas determinadas características, en su obra “ Poética”, punto de referencia hasta que durante el Romanticismo surgió un grupo de autores que crearon libremente, y desde entonces, durante el siglo XX, la experimentación ha sido una constante. En cualquier caso, hay acuerdo en cuanto a la consideración de los tres grandes grupos: la lírica, la épica y la dramática, aunque también en algunas épocas tuvo importancia el género didáctico.

## Estilos o géneros (diccionario cuatrilingüe)
| Español                     | Inglés                          | Francés                     | Portugués                        |
| --------------------------- | ------------------------------- | --------------------------- | -------------------------------- |
| Amerimanga                  | Original English-language manga | Amerimanga                  | Amerimanga                       |
| Cargada burlesca            | Burlesque                       | Burlesque                   | Charge                           |
| Caricatura                  | Caricature                      | Caricature                  | Caricatura                       |
| Dibujo humorístico          | Cartoon                         | Dessin humoristique         | Cartoon                          |
| Chiste gráfico o Gag visual | Gag cartoon o Visual gag        | Blague o Gag                | Piada Gráfica ou Mordaça Visual  |
| Dibujo                      | Drawing                         | Dessin                      | Desenho                          |
| Historieta                  | Comics                          | Bande dessinée              | Banda desenhada                  |
| Historieta en el Brasil     | Brazilian comics                | Bande dessinée au Brésil    | História em quadrinhos no Brasil |
| Historieta española         | Spanish comics                  | Bande dessinée espagnole    | Tebeo                            |
| Historieta franco-belga     | Franco-Belgian comics           | Bande dessinée franco-belge | Banda desenhada franco-belga     |
| Línea clara                 | Ligne claire                    | Ligne claire                | Ligne claire                     |
| Manga                       | Manga                           | Manga                       | Mangá                            |
| Nouvelle manga              | Nouvelle manga                  | Nouvelle manga              | Nouvelle manga                   |
| Novela gráfica              | Graphic novel                   | Roman graphique             | Romance gráfico                  |
| Tira cómica                 | Comic strip                     | Comic strip                 | Tira de banda desenhada          |
| Webcómic                    | Webcomic                        | Bande dessinée en ligne     | Webcomic                         |
| Webserial                   | Web fiction                     | Websérie                    | Webseries                        |

## Terminología relacionada
Al caricaturista también se le llama historietista y, en algunos lugares y en tiempos recientes, también "monero". En muchas regiones es sinónimo de humorista gráfico.[cita requerida]